# Acide 5-hydroxyisourique
L’acide 5-hydroxyisourique, dont la base conjuguée est l'anion 5-hydroxyisourate, est une purine issue de l'oxydation de l'acide urique par l'urate oxydase (EC 1.7.3.3).

## Stéréochimie
L'acide 5-hydroxyisourique possède un atome de carbone asymétrique (celui portant le groupe hydroxyle). Il est donc chiral et se présente sous la forme de deux énantiomères.